# Helle Thorning-Schmidt
Helle Thorning-Schmidt (født 14. december 1966 i Rødovre Centrum) er en dansk socialdemokratisk politiker, der fra 2011 til 2015 var Danmarks statsminister, og som efterfølgende fra 2015 til 2016 var 1. næstformand i Folketingets Præsidium. Fra 2016 og indtil udgangen af maj 2019 var Thorning-Schmidt direktør for Save the Children International med hovedsæde i London.
Helle Thorning-Schmidt er uddannet cand.scient.pol. fra Københavns Universitet og MA i europæiske studier. Hun har siden 2005 været medlem af Folketinget og i perioden 2005 til 2015 været partiformand for Socialdemokraterne.
Hendes politiske karriere begyndte i 1999, da hun blev medlem af Europaparlamentet, hvor hun sad indtil til 2004. Hun blev opstillet til Folketinget i Østerbrokredsen i 2003 og er siden blevet valgt ved de efterfølgende valg 2005 (4.591 personlige stemmer), 2007 (49.926 personlige stemmer), 2011 (33.564 personlige stemmer) og 2015 (42.412 personlige stemmer).
Efter daværende partiformand Mogens Lykketofts nederlag ved folketingsvalget den 8. februar 2005 stillede hun med mindre end en måneds erfaring som folketingsmedlem op som ny formandskandidat. Hun blev valgt den 12. april 2005 efter at have vundet en urafstemning blandt partiets medlemmer foran Frank Jensen. Ved folketingsvalget 2007 tabte hun kampen om statsministerposten til Anders Fogh Rasmussen. Ved folketingsvalget 2011 vandt hendes blok bestående af Socialdemokraterne, Radikale Venstre, Socialistisk Folkeparti og Enhedslisten valget, og efter hele 18 dages forhandlinger dannede hun en regering med deltagelse af Socialdemokraterne, Radikale Venstre og Socialistisk Folkeparti.
Efter folketingsvalget 2015 meddelte hun natten mellem den 18. og 19. juni 2015 til Socialdemokraternes valgfest på Christiansborg, at hun ville træde tilbage som partiformand og statsminister som følge af valgresultatet, hvor der kunne konstateres et nyt flertal i Folketinget til den modsatte blok. Trods nederlaget gik Socialdemokraterne ved dette valg frem for første gang under Helle Thorning-Schmidts ti-årige formandsperiode, og for første gang siden 1998.
Helle Thorning-Schmidt har siden 1996 været gift med britiskfødte Stephen Kinnock, som hun mødte, mens de begge studerede på Europakollegiet i Belgien, og med hvem hun har to børn. Kinnock er søn af Neil Kinnock, der var leder af det britiske socialdemokratiske parti Labour i perioden 1983-92.

## Baggrund og opvækst
Helle Thorning-Schmidt er datter af pensioneret lektor og cand.oecon. Holger Thorning-Schmidt og pensioneret kontorchef Grete Thorning-Schmidt.
Blandt familiens forfædre er Ferdinand Eusebius Sørensen, Helle Thorning-Schmidts oldefar på hendes mors side. Ifølge familietraditionen var han med i krigen i 1864 og blev skudt på, men reddet af et lommeur. Thorning-Schmidt har betegnet Sørensen som "en dygtig opfinder og instrumentmager", der stod bag nogle af Danmarks første telefoner.
Helle Thorning-Schmidt voksede op i den københavnske forstad Ishøj og blev student fra Ishøj Gymnasium i 1985. I sin gymnasietid stiftede hun sammen med nogle gymnasiekammerater foreningen "Ishøj for fred", og i sine ungdomsår stemte hun på partier som Socialistisk Folkeparti og Venstresocialisterne, samt en enkelt gang på Danmarks Kommunistiske Parti til et kommunalvalg.[kilde mangler]
Hun blev kandidat i statskundskab fra Københavns Universitet i 1994. Hun studerede 1992-93 ved Europakollegiet, et eliteuniversitet i Brugge i Belgien, og tog der en MA i europæiske studier. Hun mødte også sin mand, Stephen Kinnock, ved Europakollegiet. Det var under studierne i Belgien, at Helle Thorning-Schmidt fattede interesse for socialdemokratisk politik. Hun blev medlem af Socialdemokratiet i 1993.
Efter endt uddannelse blev hun ansat som leder af det socialdemokratiske sekretariat i Europaparlamentet i Bruxelles 1994–1997.
I 1996 havde hun barselsorlov, og Bjarne Corydon kom til at vikariere for hende.
Fra 1997 til 1999 arbejdede hun som konsulent i LO.

## Politisk karriere

### Europa-Parlamentet (1999-2004)
Helle Thorning-Schmidt blev valgt til Europaparlamentet i 1999. Hun var opstillet som nr. 6 på den socialdemokratiske liste, og fik 22.890 personlige stemmer. Det var 38 stemmer flere end MEP John Iversen og akkurat nok til, at hun kunne få det tredje og sidste socialdemokratiske mandat. I EU-parlamentet arbejdede Helle Thorning-Schmidt blandt andet med arbejdsmiljø, var medlem af konventet, der arbejdede med forfatningstraktaten, og medlem af CPR-gruppen (Campaign for Parliament Reform). Hun besluttede sig for ikke at genopstille i 2004.
I tiden i Europa-Parlamentet fik hun øgenavnet "Gucci-Helle" i den kulørte presse på grund af sin håndtaske af det eksklusive mærke Gucci. Ifølge en artikel i Berlingske Tidende var det de socialdemokratiske politikere Ritt Bjerregaard og Freddy Blak, der fandt på øgenavnet. Efter rød blok (A, B, F og Ø) vandt folketingsvalget i 2011, blev det i den internationale presse nævnt, at Helle Thorning-Schmidt stod til at blive Danmarks næste statsminister, og de internationale medier (bl.a. Associated Press, Bloomberg og The Times of India) omtalte hende som "Gucci-Helle".

### I Folketinget
Thorning-Schmidt forsøgte første gang at blive opstillet til Folketinget i december 2002 i Amagerbrokredsen, men tabte urafstemningen til journalist Lars Weiss med 77 stemmer mod hans 109.
Ifølge Ekstra Bladet spillede det ind, at Thorning-Schmidt ikke ville orientere kredsbestyrelsen om sin daværende bopæls- og CPR-registreringsstrid med Københavns Kommune.
Efter det mislykkede forsøg på at blive opstillet på Amager blev hun i marts 2003 opstillet som folketingskandidat af Østerbrokredsen.
Ved valget til Folketinget 8. februar 2005 blev hun valgt med 4.591 personlige stemmer og fik et af Socialdemokraternes kredsmandater.

### Formandsvalget 2005
Efter nederlaget ved folketingsvalget besluttede Mogens Lykketoft allerede på valgaftenen at træde tilbage som partiformand, og to dage efter, den 10. februar 2005, besluttede socialdemokraternes hovedbestyrelse ved et hastemøde, at valget af formand skulle afgøres ved urafstemning blandt medlemmerne af Socialdemokraterne.
Tre fløje i partiet fremførte hver deres kandidat: Auken-fløjen ønskede Frank Jensen, Lykketoft-fløjen Mette Frederiksen, og Nyrup-fløjen havde håbet på Henrik Dam Kristensen.
Thorning-Schmidt havde den 9. februar 2005 meldt ud, at hun ikke stillede op til formandsposten, og udtalte "Jeg har ikke engang fået et kontor endnu. Jeg er ikke kandidat til formandsposten".
Dam Kristensen ønskede dog ikke at stille op, og Nyrup-fløjen havde da ikke nogen kandidat. På et møde den 10. februar med Henrik Sass Larsen, Klaus Hækkerup, René Skau Björnsson, Lotte Bundsgaard, Jan Trøjborg, Mogens Jensen, Karen Hækkerup og Thorning-Schmidt besluttede de at opstille en kvinde, enten Bundsgaard eller Thorning-Schmidt, og udfaldet blev Thorning-Schmidt.
Efter denne beslutning offentliggjorde Helle Thorning-Schmidt sit kandidatur til formandsposten.
Herpå fulgte knap en måneds valgkamp og utallige duelmøder rundt i landet med den anden kandidat, folketingsmedlem Frank Jensen.
Trine Wesselhoff bliver tilknyttet som Thorning-Schmidts personlige rådgiver og har siden været en af Thorning-Schmidts nærmeste rådgivere.
I valgkampen om formandsposten fremstod Helle Thorning-Schmidt som den mere reformvenlige, midtsøgende kandidat, mens Frank Jensen kørte en mere traditionel, venstreorienteret linje.
Resultat af urafstemningen:
| Helle Thorning-Schmidt: | 24.261 (53,2 %) |
| Frank Jensen:           | 21.348 (46,8 %) |

Ved valget den 12. april 2005 blev Helle Thorning-Schmidt den første socialdemokratiske partiformand, der blev valgt ved en urafstemning blandt alle partiets medlemmer, og hun var også den første kvinde på posten. Efter valget til formand for Socialdemokraterne blev Helle Thorning-Schmidt Socialdemokraternes statsministerkandidat.

### Som formand
Ved folketingsvalget i 2007 blev hun genvalgt med 49.926 personlige stemmer.
Det er det højeste antal personlige stemmer afgivet ved et folketingsvalg på en kandidat opstillet i Københavns Storkreds.[kilde mangler]
I 2008 antog Thorning-Schmidt den tidligere redaktør på Mandag Morgen Noa Redington som personlig rådgiver (spindoktor).
I Helle Thorning-Schmidts formandstid udarbejdede Socialdemokraterne sammen med Socialistisk Folkeparti den skattepolitiske plan Fair Forandring samt de to finanspolitiske planer kaldet Fair Løsning og Fair Løsning 2020.
Ved folketingsvalget i 2011 fik hun 16.000 færre personlige stemmer end ved foregående valg, eller i alt 33.564 personlige stemmer, mens Venstres statsministerkandidat, Lars Løkke Rasmussen, fik 56.285 personlige stemmer. Også Johanne Schmidt-Nielsen og Pia Kjærsgaard fik flere personlige stemmer ved folketingsvalget 2011 end Helle Thorning-Schmidt.
Ved dette valg blev to af hendes nærmeste støtter, Klaus Hækkerup og René Skau Björnsson, ikke genvalgt.
En anden støtte, Lotte Bundsgaard, forlod også Folketinget og blev journalist ved TV2 Fyn.
Hun meddelte sin afgang som formand, efter at have tabt statsministerposten ved Folketingsvalget 2015. På en ekstraordinær partikongres søndag d. 28. juni 2015 valgtes Mette Frederiksen som ny formand for Socialdemokratiet.

### Statsminister (2011-2015)
3. oktober 2011 udnævnte Dronning Margrethe II regeringen Helle Thorning-Schmidt. I sin åbningstale den 4. oktober varslede den nye statsminister en grøn politik, men understregede også, at den økonomiske politik skal skabe balance på statsbudgettet; der bliver derfor ikke tale om ufinansierede offentlige udgifter.
I sin første nytårstale 1. januar 2012 proklamerede hun, at de fede år var forbi og nu kom de magre, og krævede, at enhver gjorde sit for at leve op til de nye tider, og hun vendte sig mod snyd i samfundet. Der er ingen fribilletter, sagde hun.
I 2012 ansatte Helle Thorning-Schmidt endnu en rådgiver (Thomas Juul-Dam), således at hun havde to særlige rådgivere ansat.
I februar 2014 valgte Socialistisk Folkeparti (SF) at udtræde af regeringen. Herefter dannede Helle Thorning-Schmidt sin anden regering bestående af ministre fra Socialdemokraterne og Radikale Venstre. Denne konstellation var fra 3. februar 2014 til 28. juni 2015 Danmarks regering.
Ved folketingsvalget den 18. juni 2015 blev der valgt et nyt flertal i Folketinget, og Thorning-Schmidt meddelte sin afgang på valgnatten. Den 19. juni gik hun til dronningen og meddelte formelt regeringens afgang. Hun fortsatte som statsminister for et forretningsministerium indtil d. 28. juni 2015, hvor hendes regering afløstes af en ny Venstre-mindretalsregering

### Andre poster
Helle Thorning-Schmidt blev medlem af Nationalbankens bestyrelse i maj 2005.

Helle Thorning-Schmidt deltog i 2009 i den omstridte Bilderberggruppe, en eksklusiv gruppe, der af globaliseringskritikkere bliver kaldt for en hemmelig ’verdensregering’. Ingeborg Philipsen, Københavns Universitet, som har studeret Bilderbergfænomenet, oplyser, at Bilderberggruppen diskuterer bag lukkede døre, absolut intet kommer ud til offentligheden. Formålet med møderne er i følge Anders Eldrup, konferencens danske koordinator: 
| „ | De skal sikre, at vi får oplæg om akutte problemer, og at oplæggene afføder gode diskussioner. Men da møderne er lukkede, kommer der flere nuancer frem end normalt. | “ |

Helle Thorning-Schmidt blev i 2011 valgt som leder af den nordiske arbejderbevægelses samarbejdsorganisation SAMAK. SAMAK's kommende arbejde vil bl.a. være en større undersøgelse af forudsætningerne for den nordiske velfærdsmodel og dennes bæredygtighed og udvikling. Undersøgelsen skal ses i lyset af globaliseringen, den aldrende befolkning, den teknologiske udvikling samt højere indtægter i de fem nordiske lande. Undersøgelsen skal føre til flere delrapporter samt en afsluttende rapport, som i 2014 fremlægges ved SAMAK's arbejderkongres.
I begyndelsen af marts 2014 forlød det at Thorning-Schmidt var en mulig kandidat til en af tre kommende ledige topposter i EU.
Det drejede sig om posterne som Europa-Kommissionsformand, EU’s rådspræsident og EU's udenrigschef.
Allerede i 2012 var hun nævnt i en brites opstillede fremtidsscenarie som kandidat til posten som Europa-Kommissionsformand over for Martin Schulz og Pascal Lamy, hvor hun i det tænkte scenarie var "Britain's preferred pick of the trio given her more sceptical credentials (and her link to the UK through her marriage to the son of Lord Kinnock)".
Helt indtil den polske premierminister Donald Tusk blev udnævnt til rådspræsident den 30. august 2014 havde pressen spekuleret i Thorning-Schmidt som mulig rådspræsident.
I juli 2015 blev hun medlem af Folketingets Præsidium som 1. næstformand, men blev d. 3. februar 2016 afløst på posten af Henrik Dam Kristensen.

## Senere karriere
Den 13. januar 2016 blev det offentliggjort, at Helle Thorning-Schmidt blev ansat som direktør for Save the Children International, en international organisation som Red Barnet er medlem af. Da hun tiltrådte stillingen i London, udtrådte hun samtidig af Folketinget. Thorning-Schmidt varetog posten som direktør i godt 3 år, og stoppede ved udgangen af maj 2019.

## Kontroverser

### Aktiviteter i skattely
Den 29. januar 2020 blev Helle Thorning-Schmidt indstillet af udenrigsminister Jeppe Kofod og minister for udviklingssamarbejde Rasmus Prehn på vegne af regeringen som kandidat til posten som medformand for FNs panel om skatteunddragelse og skattely. Panelet blev nedsat for at bidrage til finansiering af FN's verdensmål og den anden medformand var Nigers tidligere premierminister Ibrahim Mayaki. Formålet var at gribe aktivt ind over for den korrupte globale økonomiske elite, der profiterer på international skattefusk, korruption og skattely. Efter offentliggørelse af kandidaturet trak Thorning-Schmidt sig imidlertid fra posten efter afsløringer af, at hun selv ejede en andel i et selskab med forbindelse til skattelyet Jersey og derudover sad i to bestyrelser med forbindelse til skattely. Thorning-Schmidt udtalte i den forbindelse, at begge virksomheder betalte skat, hvor de var skattemæssigt hjemmehørende, ligesom bestyrelsesmedlemmerne betalte skat, hvor de var skattemæssigt hjemmehørende. I stedet gik posten til den tidligere litauiske præsident Dalia Grybauskaitė.

### Skattesagen
23. juni 2010 hævdede B.T., at Helle Thorning-Schmidts mand, Stephen Kinnock, ikke havde betalt skat i Danmark i 2009, men derimod i Schweiz. SKAT efterforskede sagen og fastslog i en redegørelse i september 2010, at Stephen Kinnock ikke havde været skattepligtig i Danmark i hverken 2007, 2008 eller 2009. Kort før folketingsvalg 2011 offentliggjorde B.T. at Helle Thorning-Schmidt uberettiget havde overført sin ægtefælles skattefradrag i perioden fra 2000 til 2008.
Efter valget rejstes spørgsmålet, om B.T.'s oplysninger var relateret til brud på tavshedspligten i personsager af enten embedsmænd eller politikere med tilknytning til Skatteministeriet. Dette førte til nedsættelse af en undersøgelseskommission, hvis kommissorium justitsministeren offentliggjorde den 21. december 2011. Skattesagskommissionen afgjorde 1. november 2012, at journalister og redaktører på B.T. er fri for at vidne om kilden til publiceringen af SKATs afgørelse om Stephen Kinnocks skatteforhold, da kommissionen lagde til grund, at kilden offentliggjorde forhold af samfundsmæssig betydning. Landsdommer Lars E. Andersen lagde både vægt på beløbenes størrelse samt det forhold, at Helle Thorning på tidspunktet for offentliggørelse var både partiformand og statsministerkandidat:
| Citat                        | — Jeg lægger til grund, at den skete overførsel af negativ skattepligtig indkomst og skatteværdi af personfradrag mv. beroede på tekniske beregningsmæssige forhold, men at overførslerne fremgik af årsopgørelserne for de seks år, at Helle Thorning-Schmidt ikke fik bragt disse overførsler til ophør, og at hun herved har betalt ikke ubetydelige beløb for lidt i skat for de enkelte år. På tidspunktet for offentliggørelsen af afgørelsen var Helle Thorning-Schmidt partiformand og statsministerkandidat. Under disse omstændigheder finder jeg, at det må antages, at kilden eller kilderne til B.T.’s artikel har villet afdække forhold, hvis offentliggørelse var af samfundsmæssig betydning. | Citat |
| Landsdommer Lars E. Andersen | |       |

### Bilagssag
Den 1. juli 2015 offentliggjorde B.T. et brev, der afslørede at Helle Thorning-Schmidt i sin tid som partiformand ifølge Socialdemokraternes eget bogholderi i strid med reglerne havde afleveret flere bilag. Bilagene blev bl.a. betalt med skattefinansierede gruppestøttemidler. Sagen kom kort tid efter valgkampen, hvor Socialdemokratiet og Helle Thorning-Schmidt gentagne gange angreb Lars Løkke Rasmussens troværdighed og mindede om Venstre-formandens mange bilagssager.
Sagen omfattede fem udgiftsbilag på i alt ca. 23.000 kr., som bogholderiet direkte protesterede mod skulle udbetales til den nu forhenværende statsminister. I brevet, som var stilet til den daværende Socialdemokratiske folketingsgruppe, begrundes protesten med, at "bilagene ikke er i overensstemmelse med Den Socialdemokratiske Folketingsgruppes vedtægter og ej heller Folketingets regler for gruppestøttemidler."
Et af bilagene omfattede et gammelt avisabonnement fra Helle Thorning-Schmidts tid i EU-Parlamentet til en værdi af ca. 6.000 kr. Abonnementet var tegnet 1. januar 2004 og gjaldt til den 31. december 2004, mens Helle Thorning-Schmidt sad i EU-Parlamentet. Så abonnementet var med andre ord allerede betalt og udløbet, da Thorning-Schmidt i 2005 blev valgt ind i Folketinget, og det var i strid med reglerne, vurderede professor i samfundsvidenskab Bent Greve fra Roskilde Universitet, da en regning ikke kan ikke betales to gange, og det var klart i strid med god forvaltningsskik hvis det var sket. På trods af dette blev beløbene udbetalt til Helle Thorning-Schmidt, da den daværende gruppeformand Jan Petersen med sin underskrift godkendte bilagene over for revisionen.

### Privatskolesagen
Helle Thorning-Schmidt valgte efter sommerferien i 2010 at tage sin på det tidspunkt 13-årige datter ud af folkeskolen og i stedet lade hende fortsætte sin skolegang på privatskolen Ingrid Jespersens Gymnasieskole på Østerbro. Det medførte kritik fra Venstres politiske ordfører Peter Christensen.

### Leasingsagen
Ekstra Bladet beskrev den 31. maj 2011, at Helle Thorning-Schmidt privat udnyttede et momshul, som et flertal i Folketinget – herunder Socialdemokratiet – ellers selv havde vedtaget at lukke af for. Baggrunden var, at Thorning-Schmidt havde leaset en bil hos Autocare i Glostrup, der havde en aftale med Fleggaard i Tyskland, og derved sparede 6% i moms. Hullet kostede i det konkrete tilfælde statskassen i alt ca. 24.000 kr. i mistede skatteindtægter, og det blev anslået, at staten hvert år gik glip af ca. 185 mio. kr. som følge af momsreglerne.
I forbindelse med sagen hævdede Helle Thorning-Schmidt først, at hun ikke vidste, at bilen var leaset gennem et tysk selskab. Af leasingkontrakten fremgik det dog tydeligt, at bilen var lejet hos Fleggaard på Industriweg 10 i Harrislee, Tyskland, samt at der blev betalt 19% i tysk moms. Da Ekstra Bladet efterfølgende dokumenterede, at hun umuligt efter læsning af leasingaftalen og vilkårene kunne have været uvidende om, at bilen var leaset til lav tysk moms, indrømmede hun, at hun var fuldt ud klar over, at bilen var leaset i Tyskland til lav tysk moms. Helle Thorning-Schmidt fastholdt dog, at "alt er foregået efter reglerne", og at hun havde "meget svært ved at se dramaet."

## Resultater ved valg
Følgende er en oversigt over de vigtigste nationale valg i Danmark i den periode Helle Thorning-Schmidt var formand for Socialdemokratiet. Tabellen angiver partiets resultater ved de enkelte valg samt tab eller gevinst i forhold til seneste valg af samme type.
| År   | Valg til           | Antal stemmer | %    | +/-     | Mandater | +/- |
| ---- | ------------------ | ------------- | ---- | ------- | -------- | --- |
| 2005 | Byråd              | 986.829       | 34,3 | +1,5 %  | 900      | ±0  |
| 2007 | Folketinget        | 881.037       | 25,5 | -0,3 %  | 45       | -2  |
| 2009 | Europa-Parlamentet | 503.439       | 21,5 | -11,1 % | 4        | -1  |
| 2009 | Byråd              | 853.221       | 30,6 | -4,9 %  | 801      | -99 |
| 2011 | Folketinget        | 879.615       | 24,8 | -0,7 %  | 44       | -1  |
| 2013 | Byråd              | 919.574       | 29,5 | -0,9 %  | 773      | -28 |
| 2014 | Europa-Parlamentet | 435.245       | 19,1 | -2,4 %  | 3        | -1  |
| 2015 | Folketinget        | 925.635       | 26,3 | +1,5 %  | 47       | +3  |

## Udgivelser
- En dollar om dagen – 17 essays om danskerne, globaliseringen og verdens fattige, redigeret af Bjarke Larsen og Flemming Ytzen, Pressto, 2001.
- Forsvar for fællesskabet, (skrevet sammen med Tine Aurvig Brøndum, Morten Bødskov, Villy Dyhr og Lars Olsen), Fremad, 2002, ISBN 87-557-2427-2.
- Bidrag til Epostler, Gyldendal, 2003.
- Bidrag til debatbogen Europas værdier og rolle i verden, redigeret af Charlotte Antonsen og Ole Buchardt Olesen, Peter la Cours Forlag, 2007.
- Auf der Höhe der Zeit – Soziale Demokratie und Fortschritt im 21. Jahrhundert, af Matthias Platzeck, Peer Steinbrück og Frank-Walter Steinmeir, 2007.
- Blondinens Betragtninger, Forlaget 28B, 2021, ISBN 9788793982420.